# Uvati járás

Az Uvati járás a Tyumenyi területen

Az Uvati járás (oroszul Уватский район) Oroszország egyik járása a Tyumenyi területen. Székhelye Uvat.

## Népesség
- 1989-ben 19 472 lakosa volt.
- 2002-ben 19 271 lakosa volt, melyből 16 571 orosz, 956 tatár, 539 ukrán, 178 fehérorosz, 165 csuvas, 153 német, 131 hanti, 68 baskír, 68 örmény, 59 mari, 45 azeri stb.
- 2010-ben 19 452 lakosa volt, melyből 16 982 orosz, 964 tatár, 373 ukrán, 136 csuvas, 119 német, 116 fehérorosz, 98 örmény, 88 hanti, 76 baskír, 50 tadzsik, 45 mari, 42 azeri stb.